# Psycho-Pass: la película
Psycho-Pass: La película (劇場版 PSYCHO-PASS Gekijō-ban Saiko Pasu?), también conocida como Psycho-Pass: The Movie en Estados Unidos, es una película de anime policíaca de 2015, producida por Production I.G. La película es parte de la exitosa franquicia Psycho-Pass y se utilizó como secuela de las dos primeras temporadas del anime. Se estrenó el 9 de enero de 2015 y se distribuyó en más de 100 cines de todo Japón.
La película está dirigida por Naoyoshi Shiotani y Katsuyuki Motohiro, mientras que los guionistas fueron Makoto Fukami y Gen Urobuchi, el creador original de la serie y guionista de la primera temporada del anime. La trama de la película sigue el desarrollo de algunas situaciones del anime, pero también el concepto de exportar al sistema Sibyl de Japón a otras partes del mundo y la aparición de terroristas en suelo japonés.
Tōhō estuvo a cargo de distribuir la película, mientras que Funimation Entertainment obtuvo la licencia para Estados Unidos. La película fue bien recibida por la crítica y el público, recaudando más de 1 370 000 000 de yenes en Japón. En julio de 2015, se anunció que Funimation distribuiría una versión doblada de la película en los cines de Estados Unidos durante 2016. La película se proyectó en los cines estadounidenses el 15 y 16 de marzo de 2016.

## Trama
Akane Tsunemori y sus compañeros de la Oficina de Investigación Criminal luchan en una operación contra terroristas extranjeros que se han infiltrado en Japón y obtienen imágenes de su antiguo colega Shinya Kōgami. Los terroristas proceden de la Unión del Sudeste Asiático (SEAUn), un superestado que ha empezado a importar de Japón la tecnología del sistema Sibyl para detener a los delincuentes. Tsunemori recibe permiso para viajar al sudeste, siendo recibida por una comitiva militar bajo la supervisión del coronel Nicholas Wong. Wong le dice a Tsunemori que sus armas, llamadas Dominators, no se utilizan en el país y que, debido a la falta de recursos, a los criminales se les colocan collares que les suministran una dosis letal de veneno. Kōgami y Tsunemori escapan juntos del caos que se genera. Se dirigen a la base de los terroristas, que luchan por liberar a su nación de la dictadura militar de Han y del sistema Sibyl. Mientras tanto, Wong se pone en contacto con el líder mercenario Desmond Rutaganda y contrata a su equipo para encontrar a Tsunemori y Kōgami.
Kōgami sospecha que se está desarrollando una conspiración, debido a la alianza de Han con Sibyl y a que los terroristas en Japón no fueron enviados por su movimiento. Rutaganda y sus mercenarios atacan el campamento, matando a muchos de los combatientes de la resistencia. Kōgami ayuda a Tsunemori a escapar antes de ser capturado. En Shambala Float, Tsunemori se da cuenta de que el sistema Sibyl de Shambala Float ha sido manipulado y programado para ignorar a Wong y al resto de los militares de la ciudad, permitiéndoles actuar con impunidad a pesar de ser criminales con elevados coeficientes de criminalidad.
Wong y sus hombres llevan a Tsunemori a un helipuerto, donde llega el grupo de Rutaganda con Kōgami herido. Rutaganda planea hacer que ambos sean ejecutados y luego utilizar el helicóptero para escenificar sus muertes y que parezca que las causó un terrorista japonés como parte de una operación de bandera falsa para aumentar su propio poder militar. Los drones, que han sido reajustados por el aliado de Tsunemori, Shion Karanomori, para detectar con precisión sus coeficientes de criminalidad, se vuelven contra los hombres de Wong. Justo entonces, el resto de la primera división llega con Nobuchika Ginoza matando a Wong. En la batalla que sigue, todos los hombres de Wong mueren, excepto Rutaganda. Kōgami persigue al mismo, instando a Tsunemori a ir tras Han para descubrir la verdad sobre la conspiración.
Kōgami lucha contra Rutaganda hasta que aparece Ginoza y juntos lo matan. Se descubre que Han es un androide Sibyl criminalmente asintomático y éste le dice a Tsunemori que ellos diseñaron los eventos, creando la necesidad del sistema en el sudeste. Tsunemori sigue exigiendo la dimisión de Han y unas elecciones libres y justas. El sistema Sibyl le concede su deseo y al día siguiente, Han afirma que el golpe de Estado fallido de Wong le ha hecho replantearse su gobierno y anunciar su dimisión para que se celebren elecciones. El sudeste acaba en manos de los militares no corruptos mientras la primera división regresa a Japón con Ginoza habiendo dejado escapar a Kōgami.
En una escena posterior a los créditos, Kōgami escucha una emisión de radio que revela que Han está ganando las elecciones y la película concluye con un voice-over de Tsunemori, prometiendo que algún día se examinará el valor del sistema Sibyl.

## Elenco
- Kana Hanazawa como Akane Tsunemori
- Tomokazu Seki como Shinya Kōgami
- Kenji Nojima como Nobuchika Ginoza
- Ayane Sakura como Mika Shimotsuki
- Shizuka Itō como Yayoi Kunizuka
- Takahiro Sakurai como Shō Hinakawa
- Miyuki Sawashiro como Shion Karanomori
- Hiroki Tōchi como Teppei Sugo
- Kazuhiro Yamaji como Joji Saiga
- Noriko Hidaka como Dominator
- Hiroshi Kamiya como Nicholas Wong
- Unshō Ishizuka como Desmond Rutaganda

## Producción y comercialización
El 6 de julio de 2013, el presidente de Production I.G, Mitsuhisa Ishikawa, anunció la segunda temporada del anime, con una transmisión nocturna de la primera temporada el 6 de septiembre de ese año, durante la cual se anunciarían noticias importantes. Durante esa transmisión, se dio a conocer el primer tráiler que anunciaba la segunda temporada, pero también una nueva película, con el mensaje: «Sibyl sigue en marcha...». La misma noticia fue publicada en su perfil de Twitter por Kōji Yamamoto, productor principal de Production I.G. Fue el primer anuncio oficial de la película, aunque no se revelaron más detalles ya que todos los anuncios se centraron en la segunda temporada del anime. No hubo más información sobre la película hasta finales de año.
En marzo de 2014, se confirmó que la película se estrenaría durante el invierno japonés, después de la segunda temporada de anime. El estreno se programó para el 9 de enero de 2015 y Makoto Fukami y Gen Urobuchi fueron confirmados como guionistas, luego de que se anunciara previamente que Tō Ubukata sería el guionista de la segunda temporada. Unas semanas después, se lanzó el primer tráiler de la película de 15 segundos, que no reveló demasiados detalles, pero mostró una nueva apariencia de Akana en la película. Al día siguiente, se anunció que Psycho-Pass: la película se estrenaría en más de 100 cines en todo Japón, lo cual era muy extraño para una adaptación cinematográfica de una serie de anime. Como parte del mismo anuncio, Katsuyuki Motohiro y Naoyoshi Shiotani fueron confirmados como los directores. En noviembre de 2014, se publicó brevemente el contenido de la trama y se confirmaron los actores, nuevos y antiguos, que retomaron sus papeles del anime, y el resto del equipo de producción. También se lanzó un póster promocional de la película, así como el primer tráiler. Como parte del tráiler se pudo escuchar el tema de apertura de la película, «Who What Who What», interpretada por la banda Ling Tosite Sigure. A fines de diciembre, se anunció que la película había recibido una calificación R15+, por lo que se prohibía ir al cine a los jóvenes menores de 15 años.
Después de que ciertos fanáticos y críticos expresaran su descontento con la segunda temporada, surgieron expectativas extremadamente altas para la película. Para impulsar la campaña de comercialización, Fuji TV instaló escáneres de coeficiente de delincuencia falsos en las estaciones de metro japonesas a principios de enero, unos días antes del estreno, lo que permitió a los transeúntes y aficionados comprobar el nivel de su propio coeficiente de delincuencia. El día del estreno, Tōhō lanzó un nuevo tráiler de dos minutos. Luego de su estreno, se lanzó el opening de la película, todo como parte de la campaña de mercadotecnia. Unos días antes, los personajes de Tsunemori y Kōgami habían aparecido en un comercial, que también fue otro movimiento de marketing.

## Banda sonora
Al igual que con todos los proyectos anteriores de la serie, la música de la película fue compuesta por Yūgo Kanno. El tema de apertura, «Who What Who What», fue interpretada por la banda Ling Tosite Sigure. «Who What Who What» se lanzó como sencillo en enero de 2015 y se grabó un videoclip. El sencillo vendió casi 13 mil copias, ubicándose en el cuarto puesto de Japan Hot 100 y en el sexto puesto de Oricon. 
El 18 de marzo de 2015, Psycho-Pass Complete Original Soundtrack 2 fue lanzado oficialmente. La edición básica de la banda sonora contenía tres discos, el primero que contenía el OST para la segunda temporada y dos dedicados a la película.

### Lista de canciones
Disco 2

Toda la música compuesta por Yugo Kanno. 
| N.º   | Título                                                                                | Duración |  |
| 1.    | «2116.7»                                                                              | 11:55    |  |
| 2.    | «Crimson Question» (朱の疑問)                                                         | 1:06     |  |
| 3.    | «That Person Is...» (あの人は・・・)                                                  | 1:19     |  |
| 4.    | «Illegal Immigration» (密入国)                                                        | 1:38     |  |
| 5.    | «Brain Wave Montage» (脳波モンタージュ)                                               | 3:07     |  |
| 6.    | «Foreign Investigation» (国外捜査)                                                    | 2:30     |  |
| 7.    | «Feelings» (思い)                                                                     | 0:32     |  |
| 8.    | «Ideology and Dignity» (思想と尊厳)                                                   | 2:38     |  |
| 9.    | «Sibyl's Oppression» (シビュラの制圧)                                                 | 3:27     |  |
| 10.   | «Control of the Situation» (現状整理)                                                 | 1:01     |  |
| 11.   | «The Paradise Called Shambhala» (シャンバラという天国)                                | 1:27     |  |
| 12.   | «Destruction Goes On» (破壊が追いかける)                                              | 8:54     |  |
| 13.   | «Investigation's Consistency» (捜査の一貫)                                            | 1:24     |  |
| 14.   | «Hope (Movie Mix)» (望み [Movie Mix])                                                 | 2:19     |  |
| 15.   | «The Wretched of the Earth» (地に呪われたる者)                                        | 1:03     |  |
| 16.   | «Guerrilla Hunting» (ゲリラ狩り)                                                      | 3:56     |  |
| 17.   | «Nightmare» (悪夢)                                                                    | 1:12     |  |
| 18.   | «Conceited» (独り善がり)                                                              | 1:36     |  |
| 19.   | «In Order to Protect People and the Law (Movie Mix)» (人と法を守るために [Movie Mix]) | 2:13     |  |
| 53:17 |                                                                                       |          |  |

Disco 3
| N.º   | Título                                                                      | Música     | Duración |  |
| 1.    | «Target Search» (標的の探索)                                                | Yugo Kanno | 10:27    |  |
| 2.    | «Systematic Violence» (組織暴力)                                            | Yugo Kanno | 6:42     |  |
| 3.    | «Hateful Gaze» (怒りの眼差し)                                               | Yugo Kanno | 2:01     |  |
| 4.    | «Enforcement Mode» (執行モード)                                             | Yugo Kanno | 2:36     |  |
| 5.    | «Psycho-Pass feat. Akane (Movie Mix)» (PSYCHO-PASS feat. AKANE [Movie Mix]) | Yugo Kanno | 5:08     |  |
| 6.    | «Makishima Shōgo (Movie Mix)» (槙島聖護 [Movie Mix])                        | Yugo Kanno | 3:24     |  |
| 7.    | «A Monster Is Born (Movie Mix)» (生み出された怪物 [Movie Mix])              | Yugo Kanno | 4:23     |  |
| 8.    | «The State of My Life (Movie Mix)» (命の在り方 [Movie Mix])                 | Yugo Kanno | 3:54     |  |
| 9.    | «Psycho-Pass (Movie Mix)» (PSYCHO-PASS [Movie Mix])                         | Yugo Kanno | 6:39     |  |
| 10.   | «Who What Who What» (Movie Mix)                                             | TK         | 1:31     |  |
| 11.   | «Namae no Nai Kaibutsu» (名前のない怪物)                                    | Ryo        | 5:16     |  |
| 52:01 |                                                                             |            |          |  |

## Distribución
Como ya se ha señalado, Psycho-Pass: la película se distribuyó a un total de 103 cines japoneses durante su estreno. Tal hecho era inusual para una adaptación cinematográfica de una serie de anime nocturna, sin embargo, el enorme éxito de la serie y su gran popularidad llevaron a tal decisión. A fines de 2014, la película recibió una calificación R15+, lo que significaba que solo las personas mayores de 15 años podían verla. La proyección de la película en los cines duró un total de seis semanas y los espectadores recibieron un póster especial de Ginoza y Kōgami con la compra de una entrada.
El 20 de marzo de 2015, se anunció que la versión home edition de la película se estrenaría el 15 de julio de 2015, pero en ese momento solo para el mercado japonés. La película se estrenó en formato Blu-ray y DVD, los cuales tuvieron un lanzamiento estándar y premium box set. La versión home edition contenía dos discos —uno con película, otro con accesorios— y un folleto especial con material adicional.
La distribución de la película fuera de Japón comenzó en junio de 2015, cuando la película se estrenó en Singapur. En 2015, durante el festival anual Otakon, el distribuidor de anime norteamericano Funimation anunció que Psycho-Pass: la película se estrenaría en los cines norteamericanos durante 2016, aunque no se reveló la fecha exacta. La película también tiene licencia para el mercado alemán por parte de Kazé Alemania. En el estreno en Estados Unidos, la película se proyectó durante los días 15 y 16 de marzo de 2016 en 160 cines.

## Recaudación y críticas
A la película le fue muy bien en la taquilla, lo que solo confirmó aún más la popularidad de la serie. En su primer fin de semana, la película recaudó 247 millones de yenes —aprox. 2 millones de dólares— y obtuvo 71 mil espectadores. Como resultado, fue la cuarta película más vista en Japón durante el primer fin de semana, y terminó en quinto lugar durante la primera semana de estreno. En su segunda semana, la película subió al cuarto lugar y pasó los primeros 10 meses en el Top 10 de películas más vistas en los cines japoneses. Seis semanas después de su estreno, la película recaudó más de mil millones yenes en los cines japoneses, ubicándose el noveno lugar en la lista de las películas de anime con mayor recaudación. Dos días después de su estreno en Estados Unidos, la película recaudó más de 100 mil dólares de taquilla de 160 salas.
La versión home edition de la película, estrenada el 15 de julio de 2015, vendió, en su primera semana, 23 781 copias, ocupando el primer lugar en la lista de estrenos de anime más vendidos.
Las críticas de la película fueron muy positivas, tanto de la crítica como del público y los fanáticos. En el portal IMDb, la película tiene una calificación alta de 8/10, que está a la par con las calificaciones de las dos primeras temporadas del anime. El portal MyAnimeList, donde los fanáticos también califican las películas, le dio a la película una calificación promedio de 8.15/10.
Escribiendo para el portal Kotaku.com, Richard Eisenbeis, quien escribió críticas positivas para ambas temporadas del anime, también comentó positivamente sobre la película. Como buenos cambios de la película señaló el «cambio de ubicación, a partir del cual pudimos estudiar los eventos que se produjeron en los personajes y a SEAUn como un lugar distópico aún más espeluznante y elaborado. La historia de los personajes y, en particular, la elaboración de las consecuencias de las acciones de Akane durante las dos primeras temporadas del anime, con especial referencia a la influencia que Kamui y Akane tuvieron en Sibyl al final de la segunda temporada». Sin embargo, enfatizó que «la película no es de ninguna manera la conclusión de toda la serie, y agregó que aquellos que esperaban tal resultado pueden no estar satisfechos». Al final, calificó la película como bastante buena, y explicó que maneja las consecuencias de las dos primeras temporadas del anime con bastante claridad y que lo más probable es que a los fanáticos les guste.
Alexandria Hill escribió críticas positivas de la película para la revista Otaku USA, enfatizando que «la película no es un buen comienzo para los nuevos espectadores porque no ofrece casi nada para el desarrollo de los personajes, pero cómo los fanáticos, especialmente aquellos a quienes les gustó el estilo de Gen Urobuchi de la primera temporada, sin duda les interesaría».